# Vineeth Sreenivasan
Vineeth Sreenivasan (nacido el 1 de octubre de 1985, en Kuthuparamba) 
es un cantante, actor de cine, director y guionista indio. Es  hijo del actor Sreenivasan. Inició su debut como director con su película titulada "Malarvaadi Arts Club" (2010).

## Biografía
Se graduó en la carrera de ingeniería mecánica en la Universidad de Anna, Chennai. Vineeth Sreenivasan es hijo de Sreenivasan. [1]
Formó además parte de una banda musical junto a Jakes Bejoy, Shaan Rahman y Arjun Sasi. También ha participado como actor como uno de los principales protagonistas en el ciclo de cine titulado Malayalam, que le fue bien en la taquilla hindú. Vineeth interpretó un personaje principal en una película titulada Makante Acán.

## Discografía

### Álbumes
| Year | Song                           | Album                          |
| ---- | ------------------------------ | ------------------------------ |
| 2007 | Friends Forever                | Malayalee                      |
| 2007 | Minnalazhakey                  | Malayalee                      |
| 2008 | Coffee @ Mg Road               | Coffee @ MG Road Vol. 1        |
| 2008 | College                        | Coffee @ MG Road Vol. 1        |
| 2008 | Masha Allah                    | Coffee @ MG Road Vol. 2        |
| 2008 | Palavattam                     | Coffee @ MG Road Vol. 2        |
| 2008 | Let Me Tell You A Story        | Coffee @ MG Road Vol. 3        |
| 2008 | O Saathi                       | Coffee @ MG Road Vol. 3        |
| 2008 | Peythu Peythu                  | Coffee @ MG Road Vol. 4        |
| 2008 | Poonkuyile                     | Coffee @ MG Road Vol.5         |
| 2007 | Neeyente Khalbil Kayari        | Monjulla Painkili              |
| 2008 | Ethra Rathrikalil              | Violet                         |
| 2008 | Azhakee Nee Charathu           | Violet                         |
| 2008 | Kingini Kaattile               | Minnaminni                     |
| 2008 | Thumbila Chorunnan             | Ente Nadu Ente Veedu Ente Onam |
| 2008 | Kuttanaattile Vallakkari       | Ente Nadu Ente Veedu Ente Onam |
| 2008 | Thinkalazhcha Kaalathu         | Ente Nadu Ente Veedu Ente Onam |
| 2008 | Ente Nadu Ente Veedu Ente Onam | Ente Nadu Ente Veedu Ente Onam |
| 2009 | Puthilanji Thazhvarayil        | Kumkumam                       |
| 2009 | Kulirmazha Pookkalum           | Kumkumam                       |
| 2009 | Anuraga painkiliye             | Mounam Pranayam                |
| 2009 | Anthikkili Chengila ketti      | Varumo Vasantham               |
| 2009 | Nilachandanam Pozhiyave        | Varumo Vasantham               |
| 2009 | Ekanaay                        | Alone                          |
| 2011 | Neelathamara                   | Liquidize                      |

### Películas (Cantante de playback)
| Año  | Canción                 | Película                        |
| ---- | ----------------------- | ------------------------------- |
| 2002 | Kasavinte Thattamittu   | Kilichundan Mampazham           |
| 2004 | Karale Karalinte        | Udayananu Tharam                |
| 2005 | Naran Theme             | Naran                           |
| 2005 | Omanapuzha              | Chanthupottu                    |
| 2006 | Ente Khalbile           | Classmates                      |
| 2006 | Pidiyana                | Thuruppugulan                   |
| 2006 | Thevaram                | Rasathanthram                   |
| 2006 | Mayajalakathin          | Out of Syllabus                 |
| 2006 | Kokkokko                | Speed Track                     |
| 2006 | Karineela               | Chakkaramuthu                   |
| 2006 | Hridhayavum Hridhayavum | Notebook                        |
| 2006 | Kallayipuzha            | Wanted                          |
| 2006 | Maama Nee Mongathayya   | Rasikan                         |
| 2006 | Kilukam Kilukilukkam    | Kilukkam Kilukilukkam           |
| 2006 | Kamba Kamba             | Chacko Randaaman                |
| 2007 | Manam Thelinja          | Goal                            |
| 2007 | Nagaram Viduram         | Ore Kadal                       |
| 2007 | Sankadathinu            | Panthaya Kozhi                  |
| 2007 | Tharaka Mlarukal        | Arabikatha                      |
| 2007 | Chela Thumbile          | Yes Your Honour                 |
| 2007 | Palakuri Kandu          | Yes Your Honour                 |
| 2007 | Oru Vaku Minadathe      | July 4                          |
| 2007 | Manmadhanalle           | Inspector Garud                 |
| 2007 | Kannum Chimmi           | Inspector Garud                 |
| 2007 | Muthumazha              | Big B                           |
| 2007 | Mambullikavil           | Katha Parayumbol                |
| 2007 | Theni Payum             | Vinodayathra                    |
| 2007 | Indhumukhee             | Aayur rekha                     |
| 2007 | Kanne Kannadi           | Challenge                       |
| 2007 | Aalilayum               | Veeralipattu                    |
| 2007 | Yaduni                  | Paradesi                        |
| 2007 | Oru Kaanakanavin        | Kangaroo                        |
| 2007 | Atho Thamasa            | Boss I Love You                 |
| 2007 | Ennomalalle             | Athisayan                       |
| 2008 | Varna pyinkilli         | Cycle                           |
| 2008 | Puthiyoreenam           | Cycle                           |
| 2008 | Kanmaniye Punyam        | Annan Thampi                    |
| 2008 | Kanaponnin              | Cycle                           |
| 2007 | Sararanthal             | Chengathipoocha                 |
| 2007 | Nin Hridayamounam       | Flash                           |
| 2008 | Neelanilapoothinkal     | Gopalapuram                     |
| 2008 | Janmatheeratengo        | Pachamarathanalil               |
| 2008 | Shaarike                | Jubilee                         |
| 2008 | Aaranu Nee              | Jubilee                         |
| 2008 | Akkam Pakkam            | Shakespeare MA Malayalam        |
| 2008 | Poonila Punchiri        | Aandavan                        |
| 2008 | We are in Love          | Minnaminnikootam                |
| 2008 | KoonillaKunnin          | Anthiponvettam                  |
| 2008 | Njanoru Rajavaayal      | Kabadi kabadi                   |
| 2008 | Jillu Jillu             | Mayabazaar                      |
| 2009 | Ee vennilavinte Geetham | Makante Achan                   |
| 2009 | Othorumichoru           | Makante Achan                   |
| 2009 | Ninakayi                | Ithu Nangalude Lokham           |
| 2009 | Neela Koovala           | Kadha Samvidhanam Kunchako      |
| 2009 | Unnam Marannu           | 2 Harihar Nagar                 |
| 2009 | Ondu besarada dina      | AUTO(Kannada)                   |
| 2009 | Rajakumari              | Lollypop                        |
| 2009 | Pacha Vellam            | Calendar                        |
| 2009 | Oorma Thirivil          | Passenger                       |
| 2009 | Aaro Nilavayi           | Ee Pattanathil Bootham          |
| 2009 | Kashmir poove           | currency                        |
| 2010 | Vadakka Therkka         | Aval Peyar Thamizharasi (Tamil) |
| 2010 | Aval Appidi             | Angadi Theru (Tamil)            |
| 2010 | Manya Maha Janangale    | Malarvaadi Arts Club            |
| 2010 | Lavan Kashmalan         | Malarvaadi Arts Club            |
| 2010 | Ayiram katham           | Malarvaadi Arts Club            |
| 2010 | Innori mazhayil         | Malarvaadi Arts Club            |
| 2010 | Changayi                | Malarvaadi Arts Club            |
| 2010 | Neerpalunkumzhi         | Orange                          |